# Gord Murphy
Pour les articles homonymes, voir Murphy.
Gordon J. Murphy (né le 23 mars 1967 à Willowdale, dans la province de l'Ontario au Canada) est un joueur professionnel et entraîneur de hockey sur glace.

## Carrière
Repêché au neuvième tour par les Flyers de Philadelphie lors du repêchage de 1985 alors qu'il évolue pour les Generals d'Oshawa de la Ligue de hockey de l'Ontario, Murphy poursuit son cheminement au niveau junior avec ces derniers jusqu'en 1987, année où il aide les Generals à atteindre la finale de la Coupe Memorial.
Il devient joueur professionnel la saison suivante en rejoignant le club affilié aux Flyers dans la Ligue américaine de hockey, les Bears de Hershey avec qui il remporte au terme de cette première saison la Coupe Calder remis au champion des séries éliminatoires dans la LAH.
Dès 1988, il rejoint la LNH et obtient un poste permanent avec les Flyers, poste qu'il conserve jusqu'en 1992, année où il passe aux mains des Bruins de Boston. Murphy reste avec les Bruins pour deux saisons avant d'être échangé à l'été 1993 aux Stars de Dallas.
Quatre jours après avoir rejoint les Stars, il est retenu par les Panthers de la Floride lors de leur repêchage d'expansion. Il passe six saisons avec les Panthers, aidant ces derniers à atteindre la finale de la Coupe Stanley en 1996 où l'équipe s'incline devant l'Avalanche du Colorado.
Après avoir représenté le Canada lors du championnat du monde de 1998 et avoir disputé une dernière saison avec les Panthers, il est échangé aux Thrashers d'Atlanta pour qui il évolue durant deux saisons. Il ne joue cependant que 27 rencontres lors de cette dernière en raison d'une blessure à une épaule.
Devenant agent libre à l'été 2001, il signe un contrat pour une saison avec les Bruins de Boston, saison au terme de laquelle il annonce son retrait de la compétition. Puis en juillet 2002, il accepte un poste d'entraîneur-adjoint avec les Blue Jackets de Columbus, poste qu'il occupe jusqu'en 2010 avant de rejoindre dans les mêmes fonctions les Panthers de la Floride.

## Biographie
Il est le père du joueur de hockey professionnel, Connor Murphy.

## Statistiques
| Saison     | Équipe                 | Ligue      |     | Saison régulière | Saison régulière | Saison régulière | Saison régulière | Saison régulière |   | Séries éliminatoires | Séries éliminatoires | Séries éliminatoires | Séries éliminatoires | Séries éliminatoires |
| Saison     | Équipe                 | Ligue      | PJ  | B                | A                | Pts              | Pun              | PJ               | B | A                    | Pts                  | Pun                  |                      |                      |
| 1984-1985  | Generals d'Oshawa      | LHO        | 59  | 3                | 12               | 15               | 25               | 5                | 0 | 0                    | 0                    | 0                    |                      |                      |
| 1985-1986  | Generals d'Oshawa      | LHO        | 64  | 7                | 15               | 22               | 56               | 6                | 1 | 1                    | 2                    | 6                    |                      |                      |
| 1986-1987  | Generals d'Oshawa      | LHO        | 56  | 7                | 30               | 37               | 95               | 24               | 6 | 16                   | 22                   | 22                   |                      |                      |
| 1987       | Generals d'Oshawa      | Memorial   |     |                  |                  |                  |                  | 3                | 0 | 3                    | 3                    | 9                    |                      |                      |
| 1987-1988  | Bears de Hershey       | LAH        | 62  | 8                | 20               | 28               | 44               | 12               | 0 | 8                    | 8                    | 12                   |                      |                      |
| 1988-1989  | Flyers de Philadelphie | LNH        | 75  | 4                | 31               | 35               | 68               | 19               | 2 | 7                    | 9                    | 13                   |                      |                      |
| 1989-1990  | Flyers de Philadelphie | LNH        | 75  | 14               | 27               | 41               | 95               |                  |   |                      |                      |                      |                      |                      |
| 1990-1991  | Flyers de Philadelphie | LNH        | 80  | 11               | 31               | 42               | 58               |                  |   |                      |                      |                      |                      |                      |
| 1991-1992  | Flyers de Philadelphie | LNH        | 31  | 2                | 8                | 10               | 33               |                  |   |                      |                      |                      |                      |                      |
| 1991-1992  | Bruins de Boston       | LNH        | 42  | 3                | 6                | 9                | 51               | 15               | 1 | 0                    | 1                    | 12                   |                      |                      |
| 1992-1993  | Bruins de Providence   | LAH        | 2   | 1                | 3                | 4                | 2                |                  |   |                      |                      |                      |                      |                      |
| 1992-1993  | Bruins de Boston       | LNH        | 49  | 5                | 12               | 17               | 62               |                  |   |                      |                      |                      |                      |                      |
| 1993-1994  | Panthers de la Floride | LNH        | 84  | 14               | 29               | 43               | 71               |                  |   |                      |                      |                      |                      |                      |
| 1994-1995  | Panthers de la Floride | LNH        | 46  | 6                | 16               | 22               | 24               |                  |   |                      |                      |                      |                      |                      |
| 1995-1996  | Panthers de la Floride | LNH        | 70  | 8                | 22               | 30               | 30               | 14               | 0 | 4                    | 4                    | 6                    |                      |                      |
| 1996-1997  | Panthers de la Floride | LNH        | 80  | 8                | 15               | 23               | 51               | 5                | 0 | 5                    | 5                    | 4                    |                      |                      |
| 1997-1998  | Panthers de la Floride | LNH        | 79  | 6                | 11               | 17               | 46               |                  |   |                      |                      |                      |                      |                      |
| 1998-1999  | Panthers de la Floride | LNH        | 51  | 0                | 7                | 7                | 16               |                  |   |                      |                      |                      |                      |                      |
| 1999-2000  | Thrashers d'Atlanta    | LNH        | 58  | 1                | 10               | 11               | 38               |                  |   |                      |                      |                      |                      |                      |
| 2000-2001  | Thrashers d'Atlanta    | LNH        | 27  | 3                | 11               | 14               | 12               |                  |   |                      |                      |                      |                      |                      |
| 2001-2002  | Bruins de Providence   | LAH        | 8   | 0                | 3                | 3                | 6                |                  |   |                      |                      |                      |                      |                      |
| 2001-2002  | Bruins de Boston       | LNH        | 15  | 0                | 2                | 2                | 13               |                  |   |                      |                      |                      |                      |                      |
| Totaux LNH | Totaux LNH             | Totaux LNH | 862 | 85               | 238              | 323              | 668              | 53               | 3 | 16                   | 19                   | 35                   |                      |                      |

### Statistiques en équipe nationale
| Année | Équipe | Compétition          |   | PJ | B | A | Pts | Pun      |  | Résultat |
| 1998  | Canada | Championnat du monde | 6 | 1  | 0 | 1 | 2   | 6e place |  |          |

## Honneur et Trophée
- Ligue de hockey de l'Ontario
  - Nommé dans l'équipe d'étoiles de la Coupe Memorial en 1987.
- Ligue américaine de hockey
  - Vainqueur de la Coupe Calder avec les Bears de Hershey en 1988.

## Transaction en carrière
- Repêchage 1985 : réclamé par les Flyers de Philadelphie (9e choix de l'équipe, 189e au total).
- 2 janvier 1992 : échangé par les Flyers avec Brian Dobbin, le choix de troisième ronde des Flyers au repêchage de 1992 (les Bruins sélectionnent avec ce choix Sergejs Žoltoks) et le choix de quatrième ronde de 1993 (les Bruins sélectionnent avec ce choix Charles Paquette) aux Bruins de Boston en retour de Garry Galley, Wes Walz et le choix de troisième ronde des Bruins au repêchage de 1993 (les Flyers sélectionnent avec ce choix Miloš Holaň).
- 20 juin 1993 : échangé par les Bruins aux Stars de Dallas en retour de considération future (les Bruins cédèrent également Andy Moog le 25 juin 1993 afin d'obtenir Jon Casey).
- 24 juin 1993 : réclamé par les Panthers de la Floride lors de leur repêchage d'expansion.
- 25 juin 1999 : échangé par les Panthers avec Herberts Vasiļjevs, Daniel Tjärnqvist et le choix de sixième ronde des Sénateurs d'Ottawa au repêchage de 1999 (acquis précédemment et échangé ultérieurement aux Stars de Dallas qui sélectionnèrent Justin Cox) aux Thrashers d'Atlanta en retour de Trevor Kidd.
- 29 janvier 2002 : signe à titre d'agent libre avec les Bruins de Boston.
- 19 mars 2002 : annonce son retrait de la compétition.
- 17 juillet 2002 : nommé entraîneur-adjoint des Blue Jackets de Columbus.
- 6 juillet 2010 : nommé entraîneur-adjoint des Panthers de la Floride.
- 18 juin 2014 : nommé entraîneur-adjoint des Flyers de Philadelphie.